# Sant Romà de Civís
Sant Romà de Civís és una església del municipi de les Valls de Valira (Alt Urgell) protegida com a bé cultural d'interès local.

## Descripció
Edifici religiós d'una nau amb capella lateral. La nau és coberta a cel ras, mentre que la capella és coberta amb volta de canó. L'altar es troba emplaçat a ponent. La construcció és força rústega, feta amb pedres unides amb fang i disposades irregularment.
A la façana E, amb portal rectangular, es dreça el campanar, potser del segle XVII; és de torre quadrada amb tres pisos, dels quals el primer pis resta gairebé enterrat. El tercer pis té quatre finestres de mig punt.
L'església ha estat reconstruïda en època més recent, però encara conserva fragments d'un mur més antic, que es prolonga més enllà de la façana i també una capella quadrada amb finestra de biaix interior.

## Història
Esmentada en l'acta de consagració de la Seu d'Urgell del 839.